# 国鉄タ350形貨車
国鉄タ350形貨車（こくてつタ350がたかしゃ）は、かつて日本国有鉄道（国鉄）およびその前身である鉄道省等に在籍した貨車（タンク車）である。

## 概要
タ350形は、1928年（昭和3年）5月の車両称号規程改正により、ア2460形6両（ア2460 - ア2465→タ350 - タ355）を改番し誕生した形式である。6両全てが鉄道省所有貨車であり私有貨車は1両も在籍しなかった。
更にア2460形 は、1911年（明治44年）1月の車両称号規程改正により、鉄道院油車ユソ26 - ユソ31（6両）を形式制定、車番変更により誕生した形式である。
新形式名付与当時は仙台局へ集中配属され、鉄道省所有気動車等の燃料輸送用に運用された。
車体色は黒色、寸法関係は全長は6,230 mm、全幅は2,083 mm、全高は3,162 mm、軸距は3,048 mm、実容積は9.5 m3、自重は6.4 t - 6.8 tである。
戦後一段落した1952年（昭和27年）に「老朽貨車の形式廃車」の対象形式に指定され、同年6月26日通達「車管第1232号」により告示された。（当時の在籍車数は4両であった）
1954年（昭和29年）11月22日に最後まで在籍した1両（タ350）が廃車となり、同時に形式消滅となった。